# Strongylosoma julinum
Strongylosoma julinum är en mångfotingart som beskrevs av Carl Graf Attems 1909. Strongylosoma julinum ingår i släktet Strongylosoma och familjen orangeridubbelfotingar. Inga underarter finns listade i Catalogue of Life.